# ジョー・アルコール
ジョー・アルコール（JOE ALCOHOL、3月10日 - 2022年〈令和4年〉1月31日）は日本のロックミュージシャン。静岡県三島市出身。

## 概要
独特の世界観を持った歌詞と爆音のロックンロールサウンドが特徴。その全ての楽曲の作曲作詞を手がけている。グレッチのシルバージェット(ダブル・カッタウェイ)を愛用し、ラッキーナンバーだと言う"13"と共に彼のトレードマークとなっている。ライブではドラムセットにダイビングするなど過激なパフォーマンスを見せるが、そのパフォーマンスの影響もあり現在両肩と左股関節を故障、2010年2月に大規模な手術を行った。
フェイバリット・アーティストにイギー・ポップやスティーブ・ベイターズ（デッドボーイズ〜ローズ・オブ・ザ・ニューチャーチ）、ディー・ディー・ラモーン（ラモーンズ） 、シド・ヴィシャス（セックス・ピストルズ） などが良く挙げられているが、中でもジョニー・サンダース（元ニューヨーク・ドールズ）を敬愛しており、数多くのトリビュート盤への参加や追悼ライブなどにも出演した。

## 来歴
1988年頃より東京のアンダーグラウンド ライブハウスシーンの中で、様々なバンドに置いて活躍。1990年7月JET BOYSにベーシストとして加入。1991年アルバム『TEENAGE THUNDER』リリース。アメリカツアーなども行う。何枚かのシングル、アルバムなどに参加するも、1993年5月脱退。

### THE HONG KONG KNIFE
その後、自らのバンド、JOE ALCOHOL & THE HONG KONG KNIFEを結成。数多くのシングルをリリースした後、キティレコードよりメジャーデビューアルバム『HATE ME MORE...』をリリース。1997年からはバンド名をTHE HONG KONG KNIFEとしてワンマンライブやTV出演など精力的な活動を行い、1998年10月には新宿ロフトのレーベルより『HEART BREAK JET SALOON』をリリース。この頃、ギターウルフやMAD3らのメンバーとKING ROCKER名義のユニットに参加し、2枚のアルバムをリリース。
精力的な活動の中、2000年7月にはキングレコードから『CHERISHED MEMORIES』で再びメジャーデビュー。タイトルナンバーはフジテレビ系ゴールデンタイムのアニメGTOのエンディングテーマに抜擢され、6月～9月まで3ヶ月間オンエアーされる。2000年11月にリリースされたマキシシングル『LOVE ME!!』は、アニメ闇の末裔のエンディングテーマに起用される。その後も3枚のアルバムをリリースするが、2002年12月無期限活動休止となる。2003年12月に川崎クラブチッタにて一度だけ再結成。

### ソロ活動
ソロとなり数枚のレコーディングに参加しつつ、JOE ALCOHOL & THE FOURFORTIESとしてライブ活動を再開。2006年8月には以前在籍していたJET BOYSの貴重なアルバム『TEENAGE THUNDER』の再発（『TEENAGE THUNDER REVISITED』）に伴い、同年12月にはリユニオンライブに参加。2009年7月、VIVID SOUNDより初のソロアルバム『GENERATOR THIRTEEN』をリリース。このアルバムではゲストプレイヤーも参加しているとはいえ、基本的にはボーカル、ギター、ベース、そしてドラムまで全て1人で録音された作品である。その後に全国ツアーを決行。2010年1月17日、発売記念のワンマンライブを下北沢BASEMENT BARにて行ない、超満員のオーディエンスに迎えられる。
その後は左股関節の手術治療のため活動休止していたが、2011年3月に下北沢GARDENで行われた旧友CRACK THE MARIANの再結成ライブに、宮崎のロックバンドTHE BOREDをバックに従え復活。

### THE WONDERFUL WORLD
弾き語りでの活動を行っていた2011年10月、自身のブログにてBARE BONESやMOSQUITO SPIRALなどのメンバー達と、新バンドJOE ALCOHOL & THE WONDERFUL WORLDの結成を表明。2012年2月に渋谷サイクロンでデビューライブを行い、この日レコーディングされたライブ音源『KILL THE MUSIC』を同年6月に発売。2013年12月にはメンバーのハセシュウジロウと初のアコースティック・アルバム『STRANGE GUITAR BLUES』をリリース。2014年8月には音楽活動25周年を記念した写真集『STILL ALIVE 1998-2013』を発表。アコースティック、バンド共に精力的に活動。
2015年1月にバンド名をTHE WONDERFUL WORLDと改め、4月10日にファーストアルバム『ザ・ワンダフルワールド』をリリース。2016年6月、過去に行った手術でのボルト抜針手術の為、一時活動休止。またその記念盤としてソロ初のマキシCD『DEGENERATION BLUES』と写真集『STRANGER IN THE STREET』（松島幹撮影）を発売。2019年9月には3年振りのCD作品『GLORY DAYS』を発表。また、同年10月には名古屋の伝説のパンクショップ「エレクトリック」に捧げた2枚目のシングル（アナログ盤）『ELECTRIC E.P.』をリリースし、4回目のワンマンライブを下北沢シェルターで行う。

### 後年
2020年持病である特発性大腿骨頭壊死症の手術後、ギターウルフのトオル等とアルバムを制作。その音源『RAMBLING JET BLUES』は2021年10月13日にソロ名義で発売された。
2022年1月31日、心不全により死去したことが同年2月4日にオフィシャルサイトにて発表された。

## ディスコグラフィー

### シングル
1. STARVING SURVIVOR/THE HOWLING ROSE（1988年）
2. BROKEN SOLDIER/THE HOWLING ROSE（1988年）
3. DOGS DAY AFTERNOON/THE HOWLING ROSE（1990年）
4. GET OUT MY GIRL/THE JET BOYS（1992年）
5. WELCOME TO THE WILD PARTY/THE JET BOYS（1993年）
6. UNFORTUNATE MOTHER FUCKER EP/JOE ALCOHOL & THE HONG KONG KNIFE（1993年）
7. JUST ANOTHER NIGHT EP/JOE ALCOHOL & THE HONG KONG KNIFE（1995年）
8. PERFECT LIFE EP/JOE ALCOHOL & THE HONG KONG KNIFE（1996年）
9. NOT FOR SALE EP/JOE ALCOHOL & THE HONG KONG KNIFE（1996年）
10. IN COLD BLOOD EP/KING ROCKER　featuring JOE ALCOHOL（1999年）
11. SPLIT WITH S.D.S./THE HONG KONG KNIFE（1999年）
12. DECEMBER'S CHILDEREN/THE HONG KONG KNIFE（1999年）
13. BORN TO LOSE〜SAD VACATION/KING ROCKER feauturing JOE ALCOHOL（2000年）
14. CHERISHED MEMORIES/THE HONG KONG KNIFE（2000年）
15. LOVE ME!!/THE HONG KONG KNIFE（2000年）
16. EDEN/LOVE ME!![SPLIT MAXI CD]/THE HONG KONG KNIFE 〜TO DESTINATION（2001年）
17. DEAD ENDING ROCK E.P.(2015年）
18. DEGENERATION BLUES/JOE ALCOHOL（2016年）
19. ELECTRIC E.P./THE WONDERFUL WORLD(2019年）

### アルバム
1. TEENAGE THUNDER/THE JET BOYS（1991年）
2. RADIO THUNDER/THE JET BOYS（1993年）
3. MIDNIGHT BLUES/JOE ALCOHOL & THE HONG KONG KNIFE（1995年）
4. HATE ME MORE.../JOE ALCOHOL & THE HONG KONG KNIFE（1996年）
5. HEARTBREAK JET SALOON〜CD/THE HONG KONG KNIFE（1998年）
6. HEARTBREAK JET SALOON〜LP/THE HONG KONG KNIFE（1999年）
7. REAL KOOL KATS〜CD/KING ROCKER（1999年）
8. REAL KOOL KATS〜LP/KING ROCKER（1999年）
9. WHO KILLED THE LEGEND!?/KING ROCKER（2000年）
10. BREAK STATE SURVIVOR〜CD/THE HONG KONG KNIFE（2000年）
11. BREAK STATE SURVIVOR〜LP/THE HONG KONG KNIFE（2000年）
12. BLACK LEATHER DISCHORD/THE HONG KONG KNIFE（2001年）
13. DYNAMITE CANDY/THE HONG KONG KNIFE（2002年）
14. NASTY MUSIC/THE HONG KONG KNIFE ※海賊盤（2004年）
15. TEENAGE THUNDER REVISITED〜CD+DVD/THE JET BOYS（2006年）
16. TEENAGE THUNDER REVISITED〜LP/THE JET BOYS（2007年）
17. GENERATOR THIRTEEN/JOE ALCOHOL（2009年）
18. KILL THE MUSIC/JOE ALCOHOL AND THE WONDERFUL WORLD（2012年）
19. STRANGE GUITAR BLUES/JOE ALCOHOL AND SYUJIRO HASE（2013年）
20. THE WONDERFUL WORLD/THE WONDERFUL WORLD（2015年）
21. GLORY DAYS/JOE ALCOHOL(2019年）
22. OFFICIAL BOOTLEG LIVE/JOE ALCOHOL LIVE AT RED DRAGON(2020年）
23. RAMBLING JET BLUES(2021年）

### ビデオ
1. SHINJUKU LOFT BOOTLEG /LOFT PROJECT（1999年）
2. DECEMBER'S CHILDREN/GOLD DIGGER'S ORGANIZATION（2000年）
3. TEQUIRA HELLRISER/BOOTLEG（2002年）
4. ROYAL STRAIGHT FLASH BACK AGAIN DOCUMENT/NO NAME-BOOTLEG（2003年）
5. JOE ALCOHOL BOOTLEG COLLECTION　VOL.1　DVD（2015年）
6. THE WONDERFUL WORLD/ROCK 'N' ROLL〜LIVE AT STAR LOUNGE 20150606"-THR-DVD-01（2015年）

### その他 (オムニバス等)
1. UP RISING V.A./THE JET BOYS（1993年）
2. I WANNA BE STOOGES(Tribute to STOOGES)V.A./JOE ALCOHOL（1996年）
3. ROCK BACKER FILE V.A./JOE ALCOHOL & THE HONG KONG KNIFE（1996年）
4. STRANDED IN THE DOLL'S HOUSE（Tribute to　N.Y. Dolls）/JOE ALCOHOL & THE HONG KONG KNIFE（1997年）
5. FUNK CRIB V.A./THE HONG KONG KNIFE（1997年）
6. HODGE PODGE & BARRAGE FROM JAPAN Vol.3/THE JET BOYS（1997年）
7. アトミック番長！！〜GARAGE DYNAMITES（1998年）/THE HONG KONG KNIFE（1997年）
8. アトミック番長！！〜GARAGE DYNAMITES　転校編（1999年）/THE HONG KONG KNIFE（1998年）
9. TRASH ON DEMAND Vol.3 V.A./JOE ALCOHOL & THE HONG KONG KNIFE（1999年）
10. FACTORY V.A./THE HONG KONG KNIFE（2000年）
11. TEENAGE HEAD V.A./THE HONG KONG KNIFE（2000年）
12. TEENAGE HEAD V.A./ULTRA KING ROCKER（2000年）
13. TIGER HOLE RANGE V.A./THE HONG KONG KNIFE（2000年）
14. LET'S GET TOGETHER(Tribute to RYDERS)/THE HONG KONG KNIFE（2002年）
15. 電撃バップ（Tribute to RAMONES）/THE HONG KONG KNIFE（2002年）
16. VALLEY OF THE TOKYO DOLLS 〜A TRIBUTE TO JOHNNY THUNDERS/JOE ALCOHOL（2004年）
17. JOHNNY THUNDERS TRIBUTE PLUGGED IN - PLUGGED OUT！/JOE ALCOHOL（2010年）
18. BILLY TRIBUTE〜STAY FREE〜Dedicates to "Billy"/JOE ALCOHOL & THE BILLYBOYS（2011年）
19. SAVE THE VOICE〜AGGRESSIVE DOGS UZI-ONE 救済オムニバスCD（2021年3月19日発売）

### 写真集
1. THE THIRTEEN SUPERSTITION（2000年）
2. WHAT'S BURNING UP THE KIDS?（2001年）
3. STILL ALIVE 1988-2013（2014年）
4. STRANGER IN THE STREET（2016年）